# Spirobolellus grammicus
Spirobolellus grammicus är en mångfotingart som först beskrevs av Chamberlin 1925.  Spirobolellus grammicus ingår i släktet Spirobolellus och familjen slitsdubbelfotingar. Inga underarter finns listade i Catalogue of Life.